# Ted Adams (cầu thủ bóng đá)
Edward Fairclough Adams (30 tháng 11 năm 1906 – 30 tháng 11 năm 1991) là một cầu thủ bóng đá người Anh thi đấu ở vị trí thủ môn.